# Jacob Jensen
Jacob Stenholm Jensen (ur. 26 maja 1973 w Holbæk) – duński polityk, deputowany, od 2022 minister rolnictwa.

## Życiorys
W 1998 uzyskał magisterium z prawa handlowego w Copenhagen Business School. Zawodowo związany z przedsiębiorstwem A.P. Møller-Mærsk, kierował jego biurami w Londynie i Kopenhadze. Zaangażował się w działalność polityczną w ramach liberalnej partii Venstre. W 2005 po raz pierwszy został wybrany na posła do Folketingetu. Mandat deputowanego ponownie uzyskiwał w 2007, 2011, 2015, 2019 i 2022. W 2018 został członkiem rady regionu Zelandia, wszedł też w skład zarządu organizacji pracodawców Danske Regioner.
W grudniu 2022 objął urząd ministra żywności, rolnictwa i rybołówstwa w koalicyjnym rządzie Mette Frederiksen.